# レミ・ガイヤール
レミ・ガイヤール（Rémi Gaillard, 1975年2月7日 - ）は、フランスのYouTuber、動物愛護活動家
。

## 人物・来歴
公共の場で過激なパフォーマンスをすることで知られており、街中でオリンピック競技や、公道でマリオカートの真似をしたり、サッカーボールを警察車両や空軍の施設に蹴り入れたり、走行中の自転車に当てたりするなどさまざまなイタズラをし、その行為を隠しカメラで撮影し、動画共有サイトのYouTubeで公開している。
靴屋での仕事を失い、プレストンメナースクールを退学したあと
、1999年に友人とイタズラを開始。2001年に公式ウェブサイトを開設。
スポーツの公式試合に乱入することでも有名で、2002年5月にサッカークラブ・FCロリアンがクープ・ドゥ・フランスで優勝した際には、選手のフリをしてピッチを駆け回り、インタビューまで受けている。また同年7月のバレーボール大会ではフランス代表選手に混じって国歌斉唱し、その姿がユーロスポーツで生中継された。その他、テニスの試合（ヤニック・ノア対アンリ・ルコントのエキシビジョンマッチ）やボディビル大会などにも乱入している。　
2014年には初主演映画となる『WTF』が公開された。内容は過去のイタズラをまとめたドキュメンタリー作品となっている。
動画の最後に表示されるモットーは C'est en faisant n'importe quoi qu'on devient n'importe qui.（何かをすることで、何者にでもなれる）。これはフランスのことわざ C'est en forgeant qu'on devient forgeron.（鉄を鍛えることで、鍛冶屋になれる＝習うより慣れよ）を捩ったもの。
迷惑系YouTuberの元祖とされ、フランスでは若者を中心に絶大な人気を得ているが、上記から分かる通り数々の公共施設などで迷惑行為を行っている人物であるため、彼の事を快く思わない人も少なくない。

## レミの行ったイタズラ

### 商店や民間人に対するイタズラ
- 動物シリーズ
  - ゴリラの着ぐるみを着て、スーパーマーケットでバナナを買占め。
  - プールに魚を放流。
  - 鶏の着ぐるみをきて、片手に花を持ち 一般店のローストチキンの前で、花を供え悲しみにくれる。
  - 豚の着ぐるみをきて、肉屋に行き店員に抗議。
  - 羊の着ぐるみをきて、一般店のケバブ屋へ行き、焼きたてのケバブに花を供えて、悲しみに暮れたままそのまま店を後にした。
  - 牛の格好をして、牧場で牛追い。
  - 森の中でウサギ、鹿、馬の着ぐるみを着用し3人で男性を強姦する。この時に、別の猟師に行為を目撃されている。
  - 蝶の着ぐるみを着て警察官を虫取り網で捕獲する。
  - 動物病院を猿の惑星の世界に仕立てる[7]。
- 水族館の水槽にダイブをする。
- 展示品の車のクラクションを鳴らし続ける。
- シルベスタ・スタローンの主演した映画ロッキーの真似をして生肉店に行き、いきなり吊るしてある肉にジャブ。
- サンタの格好をしてゲームGTAのごとく車を強奪。
  - その後おもちゃ店からニンテンドー ゲームキューブを万引き（逮捕）。
- クリスマスイヴの晩に2人で黒の帽子、緑のサンタ衣装を着て子供のいる民家の前で夢を壊さんばかりにゴミをぶちまけ逃走。
- F1レーサーの扮装をし売り物のシャンパンを持ち出して店内でシャンパンファイト。
- シェフの格好で泡の出るジャグジー型の温水プールに野菜を入れ、巨大お玉で一般人と一緒に混ぜる。
- 街中でインディアンの着ぐるみを着て煙を焚き続ける。
- ドライブスルーで商品を受け取った直後、店員や店舗に向かいシェービングクリームを吹き付け逃走。

### 民間人に対するイタズラ・迷惑行為
- アパートのエレベーターを占領し、中で様々なテーマを展開する。
  - 右側でシャワー室を作り、エレベーターに乗ろうとした民間人の前でシャワーを浴びる。左側はトイレを再現。
  - エベレスト登頂。民間人の前で登山装備でロープとピッケルで外壁を登る。
  - 民間人がボタンを押すとメイドが登場し、右のドアが開くと食卓に高級ワインを注ぎ、レミが黙々と高級料理を食べ続ける。
  - 右の個室内でリラックスしてサッカーを観戦。左の個室は冷蔵庫になっていて食材などが詰め込まれていた。
  - ネズミの着ぐるみを着て、右の個室内でゴミ漁り。
  - 天井にミラーボールを取り付け、音楽をかけてディスコを踊る。
  - ソニック。詳細は後述
  - テトリス。詳細は後述
- 街中でオリンピック競技のパフォーマンス。店頭の商品で砲丸投をやり、釣竿でやり投をやり、工事現場で棒高跳やハードル競技を行ったり、最後は路面電車の線路を走ってフィナーレ。
- ナイキの黄色いトレーニングシューズをはき、ナイキのサッカーボールを自動車やゴミ箱、果てはフランス空軍の募集事務所にまでシュート。
- サメ、スプレー缶、イチゴの着ぐるみの格好で、スプレーを人に噴射。
- 閉店間際のところへ、ヘッドスライディングして入店。
- アメリカンフットボールのユニフォームを着て、一般人のジュースなどをタッチダウンして逃走。
- 女装して路面電車に乗り込み、吊り革を使って体操。
- スキーの装備をして一般プールに飛び込み。
- 月面着陸の真似をして、ゴルフ場で飛び回る。
- 館内放送のマイクを勝手に使ってロクサーヌを歌う。
- 山登りの格好でスケート場に乗り込みキャンプ。
- ハトの着ぐるみを着て、洗車直後の車に大量のフンを投下。
- カンガルーの格好で人にドロップキック。
- 力士の格好で釣り人に突っ張り、海へ突き落とす。
- 通行人の背中に飛び乗り、ロデオ。
- 青い鳥の着ぐるみを着て市民や警官をストーキング[注 1]。

### 警察に対するイタズラ
- 警察官をエアーガンで襲撃する。

### 大規模で他人と共同で行ったイタズラ
- パーティーの格好をした仲間30人と一緒にパーティーショップに乱入。
  - 開店直後の店の品物全てをクリームなどで台無しにしており、後日賠償をした。
- 山でサイクリング中の一般人を、ツール・ド・フランスのゴール地点のように約50人でいきなり大歓迎。
- ほとんど観客のいないアマチュアサッカーの試合会場に大挙して押し寄せ、フーリガンの様に過激な応援。

### ゲームや漫画などのキャラに扮して行ったイタズラ
- マリオの格好でゴーカートを乗り回し、途中彼方此方で接触やクラッシュを起こしながらゴールイン。手を挙げてその喜びを示す。[8]
  - 2011年にマシンを変更して再度行っており、この時には店に入ったり亀のぬいぐるみを投げたりと、過激さが増している。
  - いずれの動画でもバナナを投げつけている。2011年では、バナナの補充用にバナナを万引きしようとしたが、止められて未遂に終わっている。[9]
- ミュータント・ニンジャ・タートルズの格好でキャベツを万引き。
- パックマンの着ぐるみを着て、スーパーマーケットなどを走り回る。仲間も敵キャラクターに扮している。
- グレンダイザーの格好で軍用地に侵入し、発煙筒を投げつける。
- ソニックの格好でフラフープをオービス装置に巻きつけ、速度制限の道路標識をペンキで書き換える。
  - 後にエレベーターを占領し、左でピーチ姫と性行為に耽る。右では瀕死のマリオがぐるぐる巻きにされていた。
- 仲間とテトリスのテトリミノの格好になり、横断歩道に立ち止まって車の通行を邪魔したり、エスカレーターで民間人の邪魔をしたりする。また、取り壊されている建物に花を供え、悲しみに暮れる。
- 13日の金曜日のジェイソン・ボーヒーズの格好でホームセンターへ行き、商品のチェーンソーを持ってレジに割り込むものの無視され、そのまま逃走。

### 公共の場で行ったイタズラ
- 平和なビーチで一人発煙筒を投げつつノルマンディー上陸作戦を敢行する。
- 選挙の立会演説会に乱入、三色旗を持ち歩く。
- カタツムリの着ぐるみを着て車の進行を遮断する。このために高速道路は渋滞になった。[10]
- アイロン台をサーフィンの板代わりにして、道路でサーフィンの真似をする。
- 高速道路の路肩で着ぐるみをきて性行為に耽る。
- 公道を無許可でサーキットに仕立ててフォーミュラカーを走行する。
- 爆弾の着ぐるみ[注 2]を着て、爆弾があってはいけないガソリンスタンド、空港、駅に行き爆発する。
- オービス装置の着ぐるみを来て、歩道や飛行場、畑、駅のホームに立ち通過する車両を無差別に撮影。
  - 最後はパトカーを撮影し逃走したが捕まり、オービス装置の着ぐるみは押収された。

## 日本のテレビ出演
2025年1月26日に日本テレビで放送された世界の果てまでイッテQ！にロッチ中岡のQtubeに洗車サーフィンでロングライドという企画で出演した。